# 안드레이 즈뱌긴체프
안드레이 즈뱌긴체프(러시아어: Андре́й Звя́гинцев, 영어: Andrey Zvyagintsev, 1964년 2월 6일 ~ )는 러시아의 영화 감독, 영화 각본가이다.

## 작품 목록

### 영화 감독
- 리턴 (2003)
- 추방 (2007)
- 엘레나 (2011)
- 리바이어던 (2014)
- 러브리스 (2017)